# Conus jickelii
Conus jickelii е вид охлюв от семейство Conidae. Видът не е застрашен от изчезване.

## Разпространение и местообитание
Разпространен е в Джибути, Еритрея, Йемен, Саудитска Арабия, Сомалия и Судан.
Обитава морета и заливи.